# BI Cygni
BI Cygni es una estrella supergigante roja en la constelación del Cisne, de tipo espectral M4lab, tiene una luminosidad de 89 000 veces la del Sol, una magnitud aparente de 8.4 a 9.9. Tiene un radio de 1240 veces el de nuestro Sol. Si se coloca en el centro de nuestro sistema solar, su superficie se extendería más allá de la órbita de Júpiter. Se encuentra a unos 5153 años luz de la Tierra.